# Laski (powiat bytowski)
Laski (kaszb. Lôsczi, dawniej: niem. Alt Latzig) – osada w Polsce położona w województwie pomorskim, w powiecie bytowskim, w gminie Kołczygłowy.
W latach 1975–1998 miejscowość administracyjnie należała do województwa słupskiego.